# お米日本一コンテストinしずおか
お米日本一コンテストinしずおか（おこめにほんいちこんてすと いん しずおか）は、静岡県が主催する米食味コンテストで、2004年（平成16年）より開催している。略称は、静岡県/米コン。

## 審査部門
- 出品資格（安全でおいしいお米づくりに取り組む農業者および農業者団体）
- 募集点数（500点）
- 栽培履歴書の添付（公開）
- 出品料（1点あたり1万円）

## 審査方法
- 機器審査（サタケ・静岡製機・東洋ライス）を通過した75点の食味官能審査を実施し、30点を選出
- 1回戦を通過した30点を審査員15名が実食し、各賞を決定
- 最高金賞6人・金賞24人